# Ni Putes Ni Soumises
Ni Putes Ni Soumises (en español Ni putas ni sumisas) es un movimiento feminista francés, fundado en 2003, que ha conseguido el reconocimiento de la opinión pública y de la Asamblea Nacional francesas. También es el título de un libro escrito por Fadela Amara, una de sus fundadoras, con la ayuda de la periodista de Le Monde Sylvia Zappi.
El movimiento se creó por la iniciativa de un grupo de mujeres jóvenes francesas en respuesta a la violencia que sufren las mujeres en los suburbios (banlieues) y los complejos de viviendas (cités) de ciudades como París, Lyon y Toulouse, donde la violencia en contra de las mujeres tiene una incidencia considerable.